# كأس النرويج 1936
كأس النرويج 1936 (بالنرويجية: Norgesmesterskapet i fotball for menn 1936)‏ هو الموسم 35 من كأس النرويج. أشرف على تنظيمه اتحاد النرويج لكرة القدم، وفاز فيه نادي فريدريكستاد.